# Symbiopsis panamensis
Symbiopsis panamensis is een vlinder uit de familie van de Lycaenidae. De wetenschappelijke naam van de soort is voor het eerst geldig gepubliceerd in 1920 door Draudt.